# Reprezentacja Południowej Afryki w piłce nożnej mężczyzn

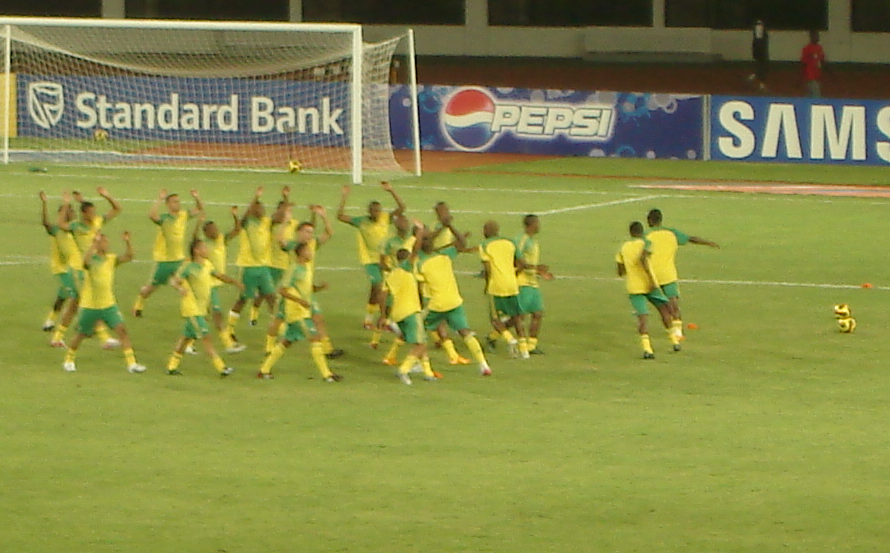
Piłkarze kadry RPA w 2008

Reprezentacja Południowej Afryki (afr. Suid-Afrikaanse nasionale sokkerspan) – męski zespół piłkarski, biorący udział w imieniu Południowej Afryki w meczach i sportowych imprezach międzynarodowych, powoływany przez selekcjonera, w którym mogą występować wyłącznie zawodnicy posiadający obywatelstwo południowoafrykańskie.
Złoty okres reprezentacji Południowej Aryki przypadł na przełom XX i XXI wieku, kiedy dwukrotnie zakwalifikowali się do Mistrzostw Świata (oba starty zakończyły się jednak na fazie grupowej) i osiągnęli swoje najlepsze wyniki w Pucharze Narodów Afryki (w 1996 r. jedyny triumf, w 1998 – II miejsce, a w 2000 – trzecie miejsce). Jednak od mundialu w 2002 roku reprezentacja jest afrykańskim średniakiem i nie liczy się nawet na kontynencie. W 2010 po raz ostatni zagrała na mundialu, jednak tylko dlatego że była gospodarzem (jako pierwszy gospodarz w historii MŚ nie wyszła z grupy), a starty w Pucharze Narodów Afryki kończy na pierwszej albo drugiej rundzie. W przeciwieństwie do wielu innych afrykańskich krajów, z których piłkarze zdobyli uznanie i zrobili karierę w europejskich klubach, w kadrze RPA od wielu lat nie ma żadnych wielkich gwiazd, a zdecydowana większość zawodników gra w rodzimych klubach.

## Historia
W 1992 roku ponownie, po trzydziestoletniej przerwie spowodowanej apartheidem, została członkiem FIFA.
Nowy Związek Piłki Nożnej powstał w roku 1991. 7 lipca 1992 roku drużyna Bafana Bafana rozegrała swój pierwszy od 1955 roku mecz międzypaństwowy (wygrane 1:0 spotkanie z Kamerunem).
W roku 1996 zespół RPA na własnym terenie zdobył Puchar Narodów Afryki, dzięki czemu rok później wystąpił w Pucharze Konfederacji. Zakończył jednak ten turniej na fazie grupowej. Dwa razy z rzędu wystąpił również w mistrzostwach świata (1998, 2002), ale za każdym razem kończył swoją przygodę na rundzie grupowej. Mundiale zarówno we Francji jak i w Korei i Japonii ostatecznie Afrykanerzy zakończyli na trzecim miejscu. W rozgrywkach grupowych Coupe du Monde nie sprostali reprezentacjom Danii, Arabii Saudyjskiej, oraz Francji notując dwa remisy i porażkę. Występ w 2002 roku przyniósł zwycięstwo ze Słowenią, remis z Paragwajem i minimalną przegraną z Hiszpanią. W 1998 i 2000 roku zespół RPA zdobywał za to kolejno srebrny i brązowy medal w rozgrywkach Pucharu Narodów Afryki, natomiast edycje 2002 i 2013 tej imprezy kończył na ćwierćfinale. W 2010 roku, jako pierwszy kraj z Czarnego Kontynentu, Republika Południowej Afryki była gospodarzem światowego czempionatu.
Po niespodziewanej porażce w eliminacjach do mundialu 2006 posadę selecjonera stracił Anglik Stuart Baxter. Jego następca Rumun Ted Dumitru pracował tylko dwa miesiące. Musiał odejść po słabym występie drużyny w Pucharze Narodów Afryki 2006. Nowego szkoleniowca wybrano dopiero cztery miesiące później. Został nim Brazylijczyk Carlos Alberto Parreira. Miał zbudować zespół na kolejny mundial, którego RPA była gospodarzem, jednak w kwietniu 2008 roku złożył dymisję. Oficjalną przyczyną rezygnacji była choroba żony. Następnie przejściowo trenerem RPA był jego rodak Joel Santana, po czym od października 2009 roku szkoleniowcem został ponownie Parreira. Poprowadził on reprezentację RPA na organizowanych przez ten kraj Mistrzostwa Świata w Piłce Nożnej w 2010, jednakże drużyna gospodarzy zakończyła udział w turnieju na rundzie grupowej po zwycięstwie 2:1 z Francuzami, remisie 1:1 z Meksykiem i porażce 0:3 z Urugwajem (tym samym nie dotrzymała osiągnięć każdorazowych gospodarzy MŚ, którym od lat regularnie udawało się awansować z grupy do dalszej fazy Mistrzostw).
Rok wcześniej reprezentacja RPA była również gospodarzem rozgrywek o Puchar Konfederacji. Zajęła w nich czwarte miejsce po porażce w meczu o trzecie miejsce z reprezentacją Hiszpanii 2:3.
W maju 2017 trenerem południowoafrykańskiej ekipy został Stuart Baxter.

## Udział wMistrzostwach Świata
- 1930–1950 – Nie brała udziału (nie była członkiem FIFA)
- 1954–1962 – Nie brała udziału
- 1966–1990 – Nie brała udziału (nie była członkiem FIFA)
- 1994 – Nie zakwalifikowała się
- 1998 – Faza grupowa
- 2002 – Faza grupowa
- 2006 – Nie zakwalifikowała się
- 2010 – Faza grupowa
- 2014–2022 – Nie zakwalifikowała się

## Udział wPucharze Narodów Afryki
- 1957 – Dyskwalifikacja[2]
- 1959 – Nie brała udziału
- 1962 – 1990 – Nie brała udziału (nie była członkiem CAF)
- 1994 – Nie zakwalifikowała się
- 1996 – Mistrzostwo
- 1998 – II miejsce
- 2000 – III miejsce
- 2002 – Ćwierćfinał
- 2004 – Faza grupowa
- 2006 – Faza grupowa
- 2008 – Faza grupowa
- 2010 – 2012 – Nie zakwalifikowała się
- 2013 – Ćwierćfinał
- 2015 – Faza grupowa
- 2017 – Nie zakwalifikowała się
- 2019 – Ćwierćfinał
- 2021 – Nie zakwalifikowała się
- 2023 – III miejsce[3]

## Znani piłkarze
|  | Legenda: - Na poniższej liście znajdują się wszyscy reprezentanci RPA, którzy brali udział w Mistrzostwach Świata. |

| - Hans Vonk - Themba Mnguni - David Nyathi - Willem Jackson - Mark Fish - Philemon Masinga - Quinton Fortune - Alfred Phiri - Shaun Bartlett - John Moshoeu - Helman Mkhalele - Brendan Augustine - Delron Buckley - Jerry Sikhosana - Doctor Khumalo - Brian Baloyi - Benny McCarthy - Lebohang Morula - Lucas Radebe - Naughty Mokoena | - Pierre Issa - Simon Gopane - Cyril Nzama - Bradley Carnell - Aaron Mokoena - Jacob Lekgetho - MacBeth Sibaya - Thabo Mngomeni - MacDonald Mukansi - Bennett Mnguni - Jabu Mahlangu - Teboho Mokoena - Siyabonga Nomvethe - Sibusiso Zuma - Andre Arendse - Calvin Marlin - Steven Pienaar - Thabang Molefe - George Koumantarakis |

## Trenerzy RPA od 1992 roku
- 1992 –  Stanley Tshabalala
- 1993–1993 –  Augusto Palacios
- 1994–1997 –  Clive Barker
- 1998–1998 –  Jomo Sono
- 1998–1998 –  Philippe Troussier
- 1998–2000 –  Trott Moloto
- 2000–2002 –  Carlos Queiroz
- 2002–2002 –  Jomo Sono
- 2002–2003 –  Ephraim Mashaba
- 2004–2004 –  April Phumo
- 2004–2005 –  Stuart Baxter
- 2006–2006 –  Theodore Dumitru
- 2006–2008 –  Carlos Alberto Parreira
- 2008–2009 –  Joel Santana
- 2009–2010 –  Carlos Alberto Parreira
- 2010–2012 –  Pitso Mosimane
- 2012–2014 –  Gordon Igesund
- 2014–2016 –  Ephraim Mashaba
- 2017–2019 –  Stuart Baxter
- 2019–2021 –  Molefi Ntsek
- 2021 –  Helman Mkhalele
- 2021-nadal -  Hugo Broos